# 梅本彪夫
梅本 彪夫（うめもと あやお、1935年（昭和10年）11月18日 - ）は、日本の実業家。東京放送（現・TBSホールディングス）元常務取締役。テレパック・TBSサンワーク元社長。お笑いタレントの渡部建は甥。

## 経歴
梅本正倫・とねの次男として奈良県に生まれる。1958年（昭和33年）九州大学経済学部を卒業。同年東京放送に入社。
1978年（同53年）6月パリ支局長、1986年（同61年）6月人事労務局長、1988年（同63年）2月制作局長、1989年（平成元年）1月テレビ編成局長を経て、1991年（同3年）6月テレパック社長に就任。
1992年（同4年）6月東京放送取締役、1993年（同5年）6月同社常務を経て、1995年（同7年）TBSサンワーク社長に就任。